# アンダーソン・ブラドック・シルバ
アンダーソン・“ブラドック”・シルバ（Anderson “Braddock” Silva、1986年8月29日 - ）は、ブラジルの男性キックボクサー。サンパウロ州出身。ドージョー・チャクリキ所属。日本のメディアではアンダーソン・“ブラドック”・シウバ、アンデウソン・“ブラドック”・シウバ、アンデルソン・シウバとも表記される。総合格闘家のアンデウソン・シウバとは同姓同名である。
ブラジルからオランダへと渡り、名門ドージョー・チャクリキ本部にてピーター・アーツやバダ・ハリらを育てた名匠トム・ハーリックに師事している。
リングネームの「ブラドッグ」は、「Missing in Action」というアクション映画で主演のチャック・ノリスが演じるCol. James Braddockというキャラから付けられた。

## 来歴
2008年10月5日、WIPU King of the Ring ヘビー級タイトルマッチでトーマス・ハロンに延長戦の末に判定負け。
2009年3月28日、VIP Fight Night 2009トーナメントに参戦し、1回戦でダニョ・イルンガに2度ダウンを奪って2RKO勝ち、準決勝でパトリック・リエダートに2度ダウンを奪って2RKO勝ち、決勝戦で同門のヘスディ・カラケスにドクターストップ勝ちを収め、3試合連続KO勝ちでの優勝を果たした。
それから2週間後の4月11日、Amsterdam Fight ClubのWMTA 4人制トーナメントに参戦し、1回戦でブライアン・ダウヴィスに延長戦の末に判定勝ち、決勝戦でトーマス・ハロンと再戦するが判定負けでリベンジならず準優勝。
5月31日、Next Generation Warriors 3にてロイド・ヴァン・ダムと対戦し、引き分けドロー。
10月17日、ゴールデン・グローリー10周年記念大会GLORY 11: A Decade of Fightsにてゴールデン・グローリー所属のステファン・レコと対戦し、ダウンを奪うなど圧倒して2RKO勝ち。
2010年5月29日、IT'S SHOWTIMEでムラッド・ボウジディと対戦し、延長戦の末に判定負けを喫した。
2010年10月16日、Ultimate GloryのKickboxing World Series1回戦でムラッド・ボウジディと再戦し、0-3の判定負けを喫した。
2010年12月18日、IT'S SHOWTIMEでフレディ・ケマイヨと対戦し、右ハイキックで1RKO勝ち。敗れたケマイヨは左の側頭部から大流血した。
2011年5月14日、IT'S SHOWTIMEリヨン大会でダニエル・ギタと対戦予定だったが負傷によって欠場し、治療のため手術を受けた。
2012年1月28日、IT'S SHOWTIME 54&55にて、13ヶ月ぶりの復帰戦でマイケル・ドゥートと対戦し、2度ダウンを奪って5-0の判定勝ち。
2012年2月25日、ポドゴリツァで開催されたSuperKombat World Grand Prix I 2012の4人制ヘビー級トーナメントに参戦し、1回戦でニコラ・ファリンに3-0の判定勝ち、決勝でカタリン・モロサヌに判定負けで準優勝。
2012年5月27日、K-1 Rising 2012 ~ K-1 WORLD MAX Final 16 ~ in Madridにてバダ・ハリと対戦し、善戦するも判定負け。
2012年10月6日、GLORY 2 にて、約3年ぶりに現役復帰してきたレミー・ボンヤスキーと対戦し、延長戦の末に1-4の判定負け。試合後の談話にてブラドックは判定に対して不満を述べた。

## 戦績
| キックボクシング 戦績 | キックボクシング 戦績 | キックボクシング 戦績 | キックボクシング 戦績 | キックボクシング 戦績 | キックボクシング 戦績 | キックボクシング 戦績 |
| --------------------- | --------------------- | --------------------- | --------------------- | --------------------- | --------------------- | --------------------- |
| 42 試合               | (T)KO                 | 判定                  | その他                | 引き分け              | 無効試合              |                       |
| 33 勝                 | 23                    | 10                    | 0                     | 1                     | 0                     |                       |
| 8 敗                  | 0                     | 8                     | 0                     | 1                     | 0                     |                       |

| 勝敗 | 対戦相手                       | 試合結果                        | 大会名                                                                 | 開催年月日     |
| ×    | レミー・ボンヤスキー           | 3R+延長1R終了 判定0-3           | GLORY 2                                                                | 2012年10月6日  |
| ×    | バダ・ハリ                     | 3R終了 判定0-3                  | K-1 Rising 2012 ~ K-1 WORLD MAX Final 16 ~ in Madrid                   | 2012年5月27日  |
| ×    | カタリン・モロサヌ             | 3R終了 判定0-3                  | SuperKombat World Grand Prix I 2012 【決勝】                           | 2012年2月25日  |
| ○    | ニコラ・ファリン               | 3R終了 判定3-0                  | SuperKombat World Grand Prix I 2012 【1回戦】                          | 2012年2月25日  |
| ○    | マイケル・ドゥート             | 3R終了 判定5-0                  | IT'S SHOWTIME 54&55                                                    | 2012年1月28日  |
| ○    | フレディ・ケマイヨ             | 1R KO（右ハイキック）           | IT'S SHOWTIME                                                          | 2010年12月18日 |
| ×    | ムラッド・ボウジディ           | 3R終了 判定0-3                  | Ultimate Glory 2010-2011 First Round 【Kickboxing World Series 1回戦】 | 2010年10月16日 |
| ×    | ムラッド・ボウジディ           | 3R+延長R終了 判定               | IT'S SHOWTIME                                                          | 2010年5月29日  |
| ×    | アドナン・レゾヴィッチ         | 3R終了 判定                     | It's Showtime                                                          | 2010年2月13日  |
| ○    | デニス・ストルゼンバッチ       | 3R+延長1R終了 判定              | Ernesto Hoost Present's IT'S SHOWTIME 2009 Barneveld                   | 2009年11月21日 |
| ○    | ステファン・レコ               | 2R KO（左フック）               | GLORY 11: A Decade of Fights                                           | 2009年10月17日 |
| ○    | アンディ・シャンデンベルク     | 3R終了 判定3-0                  | SLAMM!!: New Generation                                                | 2009年6月28日  |
| △    | ロイド・ヴァン・ダム           | 3R終了 ドロー                   | Next Generation Warriors 3                                             | 2009年5月31日  |
| ×    | トーマス・ハロン               | 3R終了 判定                     | Amsterdam Fight Club 【WMTA 4人制トーナメント 決勝戦】                 | 2009年4月11日  |
| ○    | ブライアン・ダウヴィス         | 3R終了+延長1R終了 判定          | Amsterdam Fight Club 【WMTA 4人制トーナメント 1回戦】                  | 2009年4月11日  |
| ○    | ヘスディ・カラケス             | 1R 2:28 TKO（ドクターストップ） | VIP Fight Night 2009 【決勝】                                          | 2009年3月28日  |
| ○    | パトリック・リエダート         | 2R 2:32 KO（左フック）          | VIP Fight Night 2009 【準決勝】                                        | 2009年3月28日  |
| ○    | ダニョ・イルンガ               | 2R 2:07 KO（パンチ連打）        | VIP Fight Night 2009 【1回戦】                                         | 2009年3月28日  |
| ○    | タリック・チャコイ             | 1R TKO                          | Noord Gestoord                                                         | 2009年2月15日  |
| ×    | トーマス・ハロン               | 3R+延長1R終了 判定              | Tough Is Not Enough 【WIPU King of the Ring ヘビー級王座】             | 2008年10月5日  |
| ○    | カーロス"オーガスト"イノセンテ | 3R+延長1R終了 判定              | Demolition Fight GP 【ブラジル・クルーザー級王座】                     | 2007年11月10日 |

## 獲得タイトル
- ブラジル・クルーザー級王座
- VIP Fight Night 2009 優勝
- WMTA トーナメント 準優勝
- SuperKombat World Grand Prix I 2012 準優勝